# Rover 75
Rover 75 je prvi automobil proizveden nakon osnivanja MG Rover Group u Cowley-u, Oxfordshire, UK, a kasnije je proizvodnja prebačena u MG Rover Longbridge u Birminghamu, u Velikoj Britaniji. Rover 75 je bio dostupan s prednjim pogonom kao limuzina ili u ograničenoj seriji s dužim međuosovinskim razmakom, stražnjim pogonom te V8 motorom.

## Povijest
Rover 75 je predstavljen javnosti u 1998. na Birmingham Motor Show-u, zajedno s Jaguarom S -Type a prodaja je počela početkom veljače 1999. Proizvodnja Rovera i kasnije MG-a sportskog modela prestala je 8. travnja 2005. kad je proizvođač MG Rover Group otišao u stečaj.
Rover 75 je počeo život kao dio grupe od tri nova dizajna za tvrtku pod vodstvom Richarda Woolleya, velika limuzina kodnog naziva "flagship" (admiralski brod), manja vozila s kodnim imenom Eric, i 75. Od njih je samo 75 koncept napredovao. Početni cilj je bio da se ponovno proizvede Rover 600, ali nakon što BMW preuzima kormilo vrlo brzo odlučeno je da se ova platforma neće ponovno koristiti, te se stvara potpuno novi automobil.
Rad na novom modelu kodnog naziva ' R40 ', napredovao je uz pomoć inženjera iz BMW-a, a dizajn je bio dogovor od uprave obje tvrtke jer se vjerovalo da je klasičnan izgled idealan za budućnost Rovera 75.
Uz pohvaljen styling tu je bio raspon benzinskih i dizelskih motora 1,8 - 2,5 litara zapremine. Benzinski motori su bili Roverovi s 4 cilindra K serije 1,8 litara, zatim V6 2,0 i 2,5 litre.
Motor od 2,0 litara je kasnije izbačen te ga je zamijenio ćišći 1,8 litreni turbo benzinac. Dizelski motor je dvolitreni BMW-ov common rail M47, isti motor se koristi u BMW-ovim modelima 3 & 5- serije, a kasnije se počinje ugrađivati u Land Rover Freelander od 2001.
Prijenosnici na svim modelima su bili- Getrag 283 5-stupanjski ručni, koji proizvodi tvrtka u Bariju, Italija, ili JATCO 5-stupanjski automatski mjenjač.
Kočenje je bilo s četiri diska, proizvođača Bosch 5,7 4- kanalni ABS sustav te elektroničku raspodjelu sile kočenja. Pomoćna kočnica je unutar stražnjih diskova.
Ovjes je bio MacPherson sprijeda, od lake legure,razvijen tada za BMW-ovu seriju 3 jer su iz BMW-a razmatrali proizvodnju serije 3 s prednjim pogonom ali pošto da ideja nije zaživjela ovjes je iskorišten za Rover 75.
Početkom proizvodnje Rover 75 je brzo privukao pohvale za svoj stil dizajn i kvalitetu. Neki kritičari su automobil okarakterizirali kao previše retro, što upućuje na to je bio dizajniran za starije kupce i da nije bio dovoljno sportski u odnosu na konkurenciju. Međutim, 75-ica je osvojila niz međunarodnih priznanja, uključujući i razne nagrade kao "najljepši automobil", uključujući i jednu u Italiji.
Početkom 2004., Rover 75 je redizajnom dobio manje retro izgled. Izmijenjeni su branici sprijeda i straga, ogledala, svjetla i rešetke, redizajn je blago pretrpila i unutrašnjost dodavajući joj modernije detalje. 
Rover je najavio novi V8 model na salonu automobila u Ženevi u istoj godini, sa stražnjim pogonom razvijenim od strane MG Rover i Fordovim V8 motorom koji je već bio poznat u novom Mustangu. Ovaj se automobil također pohvalio novom prednjom maskom koja se proteže od poklopca motora do donjeg ruba branika - stil koji se nekoliko mjeseci kasnije također pojavio i na Audiju A8.Prestavljen je i koncept s dužim međuosovinskim razmakom.Verzija limuzine pod nazivom Rover 75 Vanden Plas, oko 20 cm duža od normalne 75-ice i isto toliko dužim stražnim vratima te također s novom prednjom maskom kao kod V8 modela.
Ubrzo nakon toga maska od V8 modala je postala dostupna za ostale modele 75-ice kao opcija .

## Popularnost
Unatoč vrlo pozitivnoj reakciju na sam automobil, početna prodaja Rovera 75 bila je razočaravajuća, jer je u Britaniji tijekom 1999. bila puno niža od konkurenata u klasi kao što su BMW serije 3 i Audi A4, te je BMW zbog financijskih gubitaka najavio zatvaranje Rovera (to je kasnije i učinio) što je nedvojbeno preplašilo mnoge potencijalne kupce.
Prodaja se vrtoglavo povećala tijekom 2000. te je 75-ica bila u prvih pet najpopularnijih britanski automobila u mjesecu travnju iste godine. Te se još uvijek relativno dobro prodaje i u vrijeme stečaja MG Rovera u travnju 2005, a mali broj neprodanih 75-ica su još uvijek na lageru u Longbridgu. 
Automobili su još uvijek popularni i aktivno ih podržava aktualni i rastući Owners Club.

## Modeli
1999-2004
- Classic
- Classic SE
- Club
- Club SE
- Connoisseur
- Connoisseur SE
- Vanden Plas (model s produženim međuosovinskim razmakom)

2004-05 (redizajn)
- Classic
- Connoisseur
- Connoisseur SE
- Contemporary
- Contemporary SE
- Limousine (zamjena za model Vanden Plas )

2006 SAIC Roewe 750-Kineski model
- 1.8 Turbo base (18K4G, u biti Rover K-serije)
- 1.8 Turbo high-line (18K4G)
- 2.5 base (25K4F, u biti oslabljeni Rover KV6)
- 2.5 high-line (25K4F, u biti Rover KV6)

## Kineska proizvodnja
Proizvodnja Rovera 75 i MG ZT prestala je kada MG Rover Group otišao u stečaj u travnju 2005. Rover 75 licencu je kupio Shanghai Automotive Industry Corporation ( SAIC ), a licencu MG ZT-a kupuje Nanjing Automobile (Group) Corporation (NAC). Obje tvrtke pokreću proizvodnju verzije 75/ZT u Kini. SAIC-ov model Rover 75 je preimenovan u Roewe 750 (jer ime Rover je kupio Ford) a NAC-ov model MG-ZT je preimenovan u MG 7.
Roewe brand i Roewe 750 predstavljen je na Pekinškom salonu automobila u studenom 2006. Roewe 750 temelji se na dužim međuosovinskim razmakom i na 75 platformi. 
MG 7 je predstavljen u ožujku 2007. također s dužim međuosovinskim razmakom.

## Nagrade i priznanja
- Auto magazin What Car? ‘Automobil godine’ 1999.
- Auto magazin What Car? ‘Kompaktni automobil godine’ 1999
- Auto magazin What Car? ‘"Dizelaš" godine’ 1999
- Auto magazin Auto Express ‘Automobil svijeta’ 1999
- Magazin The Journal / AA ‘Službeni automobil godine’ 1999
- Nagrada u Italiji ‘Najljepša svjetska limuzina visoke klase’ 1999
- Magazin Bild am Sonntag ‘Nagrada: Zlatni voaln’ 1999
- Nagrada inženjera za plastični usisni sustav 1999
- Nagrada British International Motor Show za najbolje upravljana limuzina s prednjm pogonom na svijetu '1999
- Nagrada u Japanu 'Uvozni automobil godine' 1999
- Nagrada Middle East Wheels & Gears ‘Automobil godine’ 1999/2000

- Nagrada u Japanu 'Uvozni automobil godine' 2000
- Nagrada na Novom Zelandu 'Automobil godine’ 2000
- Nagrada u Portugalu 'Automobil godine’ 2000
- Auto magazin What Car? ‘Kompaktni automobil godine’ 2000
- Nagrada kao jedini automobil u užoj konkurenciji 1999 i 2000 godine za Europski automobil godine
- Magazin Used Car Buyer 'Rabljeni automobil godine’ 2000
- Magazin Used Car Buyer 'Rabljeni automobil godine’ 2001
- Magazin Diesel Car ‘Kompaktni automobil godine’ 2001
- Prema istraživanju "JD Power" o zadovoljstvu kupaca‘Jedini automobil u Top 5’ 2001
- Auto revija Auto Express Used Car Honours 'Najbolji dizelski automobil' 2002
- Magazin Used Car Buyer 'Najbolji rabljeni automobil’ 2002
- ITM ‘Automobil godine' 2002
- Australski Institut prometa ‘Automobil godine' 2002
- Magazin Used Car Buyer 'Rabljeni automobil godine’ 2004
- Magazin Used Car Buyer ‘Najbolji rabljeni obiteljski automobil godine’ 2004
- Najpopularniji Britanski automobil u Njemačkoj zbog neoporezivanja’ 2004
- Auto revija Auto Express Drive Power ‘Najbolja vozna svojstva’ 2006
- Auto revija Auto Trader nagrada za rabljeni automobil 'Najbolji obiteljski automobil' 2007